# Journal of the Physical Society of Japan
Le Journal of the Physical Society of Japan est une revue scientifique mensuelle internationale à comité de lecture publiée par The Physical Society of Japan (JPS). Le facteur d'impact en 2015 est 1.559 (Journal Citation Reports).
Le premier volume en 1946 se compose d'un unique exemplaire. La fréquence passe à deux exemplaires annuels de 1967 à 1980 sous ce nom et celui de Nihon Butsuri Gakkai ōji hōkoku. Chaque année à partir de 1967 comporte un supplément. Le contenu comprend articles, lettres, notes, commentaires addenda, errata et autres. Les articles sont publiés sous forme papier et, par avance, sur le web (deux mises à jour mensuelles).
Le journal fait suite au Proceedings of the Physico-Mathematical Society of Japan à partir de 1946.

## Contenus
Le journal accepte de nombreux aspects de la physique théorique et appliquée :  energie, champs, mécanique, rayonnement, chaleur, matière, électromagnétisme, mécanique quantique et théorie de la relativité.

## Indexation
Le Journal of the Physical Society of Japan est indexé dans les bases bibliographiques suivantes,,
- Chemical Abstracts 0009-2258
- Chemical Abstracts Service - CASSI
- Current Contents - Physical, Chemical & Earth Sciences
- Science Citation Index
- Science Citation Index Expanded